# Allogamus uncatus
Allogamus uncatus är en nattsländeart som först beskrevs av Brauer 1857.  Allogamus uncatus ingår i släktet Allogamus och familjen husmasknattsländor. Inga underarter finns listade i Catalogue of Life.